# Товариство приятелів Русі
Товариство приятелів Русі, або Гурток приятелів Русі (пол. Kόlko przyjaciόl Rusi) — таємна організація, створена польськими революціонерами-емігрантами з Правобережної України у Львові наприкінці 1863 року з метою формування серед польського населення Галичини співчуття до українського національно-визвольного руху як антиросійського (відповідно вигідного полякам).
Членами товариства були польські студенти університету і письменники (загалом 30 осіб).
1864 року гурток видав посібник до вивчення української мови «Łatwy sposόb nauczenia się czytać i pisać po rusku» (укр. Простий спосіб навчитися читати та писати руською мовою).
Після введення в Галичині австрійським урядом воєнного стану 1864 року і депортації київських емігрантів у Росію гурток припинив існування.